# Posejdon (2006.)
Posejdon (eng. Poseidon), američka pustolovna drama redatelja Wolfgang Petersen iz 2006. s Kurt Russell, Freddy Rodriguez, Josh Lucas, Jacinda Barrett, Richard Dreyfuss, Jimmy Bennett, Emmy Rossum, Mike Vogel i Mía Maestro u glavnim ulogama.

## Glumci
| Glumac                  | Uloga                    |
| ----------------------- | ------------------------ |
| Josh Lucas              | Dylan Johns              |
| Kurt Russell            | Robert Ramsey            |
| Jacinda Barrett         | Maggie James             |
| Richard Dreyfuss        | Richard Nelson           |
| Emmy Rossum             | Jennifer Ramsey          |
| Mía Maestro             | Elena                    |
| Mike Vogel              | Christian                |
| Kevin Dillon            | Lucky Larry              |
| Freddy Rodriguez        | Valentin                 |
| Jimmy Bennett           | Conor James              |
| Andre Braugher          | Captain Michael Bradford |
| Stacy Ferguson (Fergie) | Gloria                   |
| Kirk B.R. Woller        | Chief Officer Reynolds   |
| Kelly McNair            | Emily                    |
| Gabriel Jarret          | First Officer Chapman    |

## Vanjske poveznice
- Poseidon u internetskoj bazi filmova IMDb-a
- Poseidon na Rotten Tomatoes